# Медицинска измама
Медицинска измама (англ. Medical Fraud) – най-често по мрежата от лечители шаралатани без медицинска квалификация. Шарлатанството е лансиране на измамнически или неграмотни медицински практики.
‘Шарлатанин’ е ‘измамник или неграмотен претендент за притежаване на медицински умения’ или ‘лице, което претендира професионално или публично, че притежава знания умения или квалификации, които всъщност не притежава’.